# Jean Louis d’Usson de Bonnac
Jean Louis d’Usson de Bonnac (ur. 1672, zm. 1 września 1738) – francuski dyplomata.
W młodości zaciągnął się do Królewskich Muszkieterów. W 1694 towarzyszył swemu przyrodniemu bratu François de Bonrepaus do jego ambasady w Holandii.
W 1701 został dowódcą regimentu i w tym samym roku francuskim przedstawicielem przy królu Szwecji (Karol XII), od 1707 zaś przy Stanisławie Leszczyńskim. Po bitwie pod Połtawą (1709) wrócił do Francji. Bonnac stwierdzał, że decydujący głos doradczy w otoczeniu Stanisława I miała jego matka, a także wuj Jan Stanisław Jabłonowski.
W czasie wojny północnej został pochwycony przez wojska Grzegorza Ogińskiego. August II Mocny nakazał wówczas natychmiast go uwolnić.
W 1711 wydał w Paryżu dziennik wojenny: Mémoire de ce qui s’est passé de plus considérable dans le Nord depuis l’année 1700 jusques en 1710.
W latach 1711–1713 był francuskim ambasadorem w Madrycie, w latach 1716–1724 ambasadorem Francji w Konstantynopolu, a od 1726 do 1733 w Szwajcarii.
Jego synem był Pierre Chrysostème Dusson de Bonnac (ur. 1724), również francuski dyplomata.